# 秋山村
秋山村（あきやまむら）は、高知県吾川郡にあった村。現在の高知市春野町秋山・春野町甲殿にあたる。

## 地理
- 山岳：大谷山
- 河川：新川川

## 歴史
- 1889年（明治22年）4月1日 - 町村制の施行により、秋山村・甲殿村の区域をもって発足。
- 1954年（昭和29年）6月1日 - 諸木村・芳原村と合併して平和村が発足。同日秋山村廃止。

## 出身著名人
- 細川義昌（衆議院議員、自由民権運動家）